# Ignacio García Malo
Ignacio García Malo (Castillo de Garcimuñoz, 1 de febrero de 1760 - Palma de Mallorca, 25 de junio de 1812) fue un escritor, traductor y helenista español de la Ilustración, que usó a veces el seudónimo anagramático de Mariano de Anaya.

## Biografía

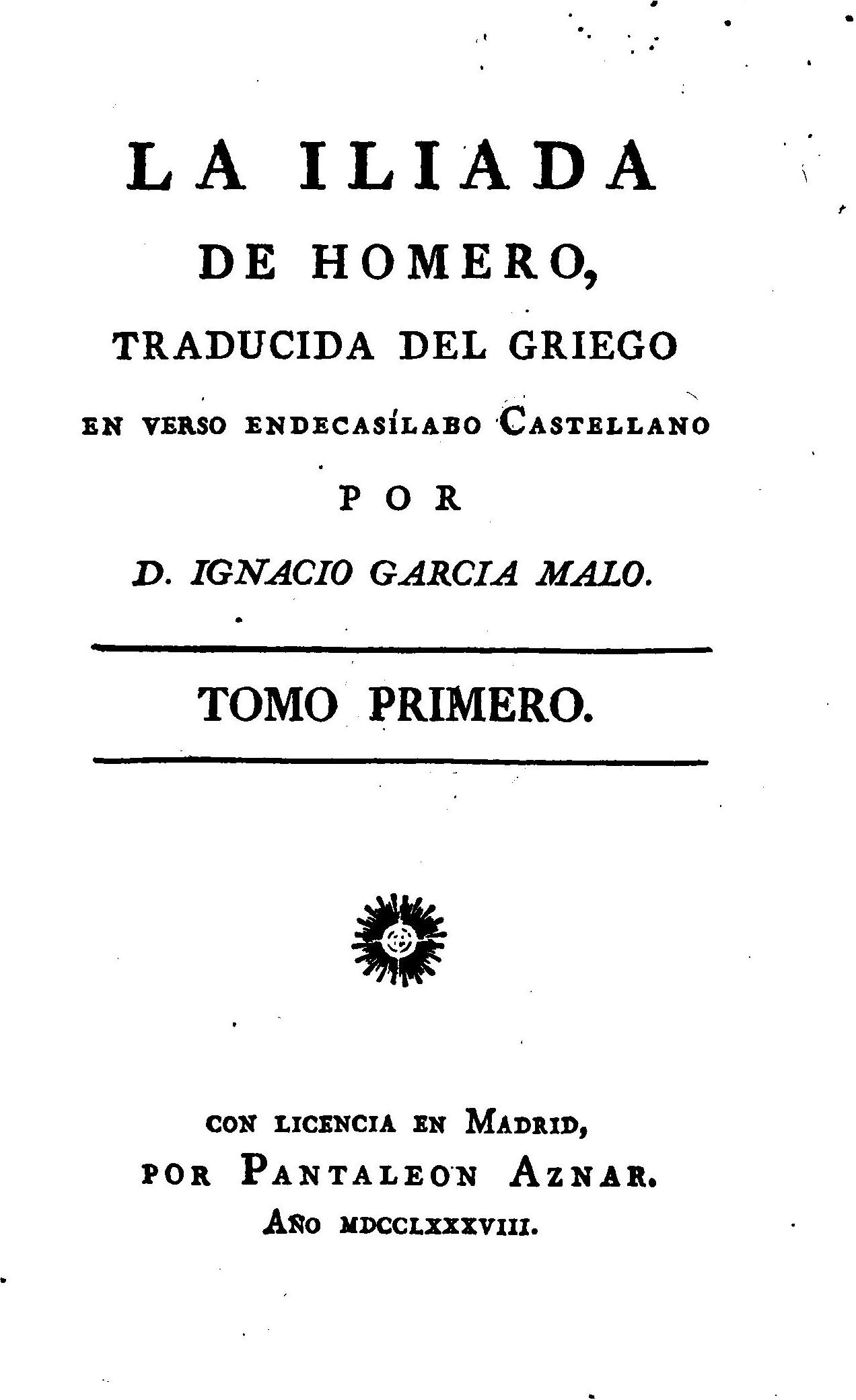
Portada de la traducción de La Ilíada por Ignacio García Malo (1788).

Nació en familia de raíces hidalgas; sus padres fueron Pablo García Malo e Ignacia Sánchez del Prior. Tenía un hermano mayor en dos años, que fue sacerdote. Fue protegido por su pariente, Antonio Sentmenat y Castella, quien en 1783 fue consagrado Obispo de Ávila y en 1784 fue nombrado Patriarca de las Indias Occidentales, además de limosnero y capellán del rey de España y posteriormente Cardenal Arzobispo. Ignacio recibió solamente las órdenes menores en 1786. Ya en la Corte y en ese mismo año publicó su tragedia Guillermo de Hanau y al año siguiente empezó a publicar la colección de novelas originales La voz de la naturaleza, de éxito notable; compuso además la comedia Enrico, Duque de Cumberland, que ha quedado manuscrita.
Tradujo obras del griego y del francés, entre ellas la Ilíada de Homero (1788), tres volúmenes en verso endecasílabo dedicados al ilustrado José Moñino, Conde de Floridablanca; fue la primera traducción completa al español y se reimprimió dos veces más, aunque luego quedó relegada al olvido por el aprecio que tuvo la más popular de José Gómez Hermosilla, publicada en 1831. Posee además un interesante "Discurso preliminar", que ha sido editado de forma exenta. Como dramaturgo escribió Doña  María  Pacheco,  mujer  de  Padilla en 1788, obra que fue estrenada en 1789. El 22 de junio de 1789 entró como escribiente en la Real Biblioteca, el 19 de noviembre de 1792 fue ascendido a oficial tercero y el 29 de junio de 1795 a oficial segundo, pero cesó el 22 de mayo de 1798. En esta época conoció e hizo amistad con los eruditos José Antonio Conde, José Goya y Muniain, Juan Antonio Pellicer, Francisco Pérez Bayer y Tomás Antonio Sánchez, todos empleados de la Real Biblioteca. Y también con Leandro Fernández de Moratín, Juan Pablo Forner y Juan Clímaco Salazar. En 1791 se estrenó su traducción del Demofonte de Pietro Metastasio con el título de El inocente usurpador, y pidió licencia para publicar una ópera, El valor y clemencia española en América con Glaura y Cariolano. En 1793 figura al servicio del vicario general de los ejércitos, su pariente el cardenal Antonio Sentmenat, y el 13 de enero de 1794 era ya secretario de la Patriarcal de Indias y del vicariato de los Reales Ejércitos, cargo en el que estuvo hasta 1806. En 1794 tradujo la famosa novela epistolar inglesa Pamela Andrews de Samuel Richardson, que se agotó y fue impresa de nuevo en 1798. En fecha no precisada se casó con Juana Gila Riofrío de la Fuente, de la que tuvo cuatro hijos (José, María Josefa, Paula y María Ignacia) antes de enviudar el 30 de diciembre de 1806 en Puerto de Santa María. Hacia 1799 vivía en Madrid como un cortesano, más en concreto en los Reales Sitios de San Ildefonso y San Lorenzo; en un decreto de 14 de agosto de 1800 lo nombraron Caballero de la Real Orden de Carlos III.
En Cádiz es nombrado comisario de guerra, con 12.000 reales de sueldo, el 21 de abril de 1806, y poco después en ese mismo año, como ya se ha dicho, su mujer. Al año siguiente lo hará su pariente y protector Antonio Sentmenat. Al estallar la Guerra de la Independencia, se declara liberal y se traslada a Sevilla y de nuevo a Cádiz; tras la batalla de Bailén, el consejo de Castilla declaró nulas las abdicaciones de Carlos IV y Fernando VII en Bayona y se crea la Junta Central Suprema Gubernativa del Reino en Aranjuez el 25 de septiembre de 1808 para asumir los poderes ejecutivo y legislativo; la junta se desliga enseguida del consejo de Castilla y lo nombra oficial segundo, siendo el primero su buen amigo el poeta Manuel José Quintana. El 11 de enero de 1809 son nombrados ambos Secretarios del Rey con ejercicio de decretos. El 4 de diciembre de 1809 publica en Sevilla la Memoria sobre las críticas circunstancias en que se halla la Patria y el Gobierno y Medidas de precaución que ellas mismas dictan; la Junta Central pide representantes a las colonias, reconocidas ya como iguales a la metrópoli, y a todas las demás partes del reino. Pero como la Junta Central se disolvió en febrero de 1810 debido a la presión del ejército francés y fue sustituida por un Consejo de Regencia, pasó a desempeñar la intendencia del ejército de Baleares hasta su muerte. Allí se encuentra ya en septiembre de 1810, y el 8 de diciembre firmó sus Reflexiones sobre los puntos más importantes en que deben ocuparse las Cortes y Los derechos de la soberanía nacional contra el despotismo y la hipocresía, en Palma de Mallorca, donde escribe:
Consideremos siempre que la opinión es una propiedad particular y que sólo debe combatirse con las armas de la razón. Acordémonos que la tiranía de cualquiera clase que sea debe desterrarse para siempre del pueblo español….
Y también justificó la insurrección antifrancesa recurriendo a la idea de soberanía nacional: «Si en la nación no residiese un originario derecho para constituirse según su voluntad y necesidades, nuestra resistencia a la usurpación de Bonaparte sería un acto de rebelión».
García Malo defiende la libertad de imprenta, el derecho de opinión y la soberanía popular y el 19 de mayo de 1811 firma en Palma la Respuesta a la carta del ciudadano militar y el 10 de agosto La política natural, dedicada a su amigo Quintana. En Palma son sus amigos los liberales Isidoro de Antillón y el impresor Miguel Domingo. Pero una larga enfermedad lo acomete y muere el 25 de junio de 1812 en Palma de Mallorca.

## Obras

### Teatro
- Enrico duque de Cumberland, manuscrito.
- El valor y clemencia español en América con Glaura y Coriolano, ópera con música de José Lidón, manuscrito.
- Guillermo de Hanau, 1786.
- Doña María Pacheco, mujer de Padilla, 1788
- El Inocente Usurpador, adaptación del libreto operístico El Demofoonte de Pietro Metastasio, Madrid: Benito Cano, 1791.

### Narrativa
- Voz de la naturaleza. Memorias o anécdotas curiosas e instructivas. Obra inteligible, divertida y útil a toda clase de personas para instruirse en los nobles sentimientos del honor, despreciar varias preocupaciones injuriosas a la humanidad, amar la virtud y aborrecer el vicio a vista de los ejemplos que contiene, Madrid: Impr. Pantaléon Aznar, 1787-1792, 6 vols. Su última edición, la tercera, de 1803, incluye 12 novelas.

### Miscelánea
- Memorias o anécdotas curiosas e instructivas, 1787-1803, 7 vols.

### Traducciones
- Jean Baptiste Blanchard, Escuela de costumbres o reflexiones morales e históricas sobre las máximas de la sabiduría: obra útil a los jóvenes y a toda clase de personas para conducirse en el mundo (1786); varias reediciones (Madrid: Imp. Blas Román, 1786; Imp. de Vda. e hijo de Marín, 1797; Imp. Ramón Verges, 1824).
- El Plutarco de la juventud, o Compendio de las vidas de los hombres más grandes de todas las naciones desde los tiempos más remotos hasta el siglo pasado. Obra elemental propia para elevar el alma de los jóvenes e inspirarles las virtudes más útiles a la sociedad [...] (Madrid, Impta. Aznar, vol. I, 1804 e Impta. Vda. de Barco, vols. II-VII, 1804-1805)
- Homero, Ilíada, Madrid: Pantaleón Aznar, 1788, 3 vols. Se reimprimió en 1799 y 1827.
- Samuel Richardson, Pamela Andrews o La virtud recompensada, escrita en inglés por Thomas [sic] Richardson; traducida al castellano, corregida y acomodada a nuestras costumbres por el traductor (Madrid: Antonio Espinosa, 1794-1795). No es traducción directa, sino a través de la versión francesa del abate Antoine-François Prévost.

### Otros
- Voz de la naturaleza sobre el origen de los gobiernos, 1814.
- Reflexiones [...] sobre la imposibilidad del sistema de la significación de las letras, sílabas y voces (1805)
- Carta sobre la lengua vascongada (1805)
- Sátira sobre las modas literarias (1806)
- La política natural o Discurso sobre los verdaderos principios del gobierno, Mallorca, 1810; Manresa, Martín Trullás, 1820; Barcelona: Miguel y Tomás Gaspar, 1820.